# Arauá
Arauá es un municipio brasileño y ciudad situada a 82 km de Aracaju, capital del Estado de Sergipe.

## Clima
Presenta una temperatura media anual de 24,6 °C y una precipitación de lluvias media 863,3 mm/año. El intervalo más lluvioso es de marzo a agosto (otoño - invierno). 

## Geografía física y edafología
El relieve del municipio de Arauá es tabular con planicies fluviales donde afloran las rocas cristalinas más antiguas. Los suelos son arcillosos (Podzólico Rojo Amarillo Equivalente Eutrófico y Podzólico Rojo Amarillo).